# Engyodontium parvisporum
Engyodontium parvisporum är en svampart som först beskrevs av Petch, och fick sitt nu gällande namn av de Hoog 1978. Engyodontium parvisporum ingår i släktet Engyodontium och familjen Cordycipitaceae.   Inga underarter finns listade i Catalogue of Life.